# Сан Коломбано (Тренто)
Сан Коломбано је насеље у Италији у округу Тренто, региону Трентино-Јужни Тирол.
Према процени из 2011. у насељу је живело 20 становника. Насеље се налази на надморској висини од 270 м.